# West Windsor
West Windsor és una població dels Estats Units a l'estat de Vermont. Segons el cens del 2000 tenia 1.067 habitants.

## Demografia
Segons el cens del 2000, West Windsor tenia 1.067 habitants, 456 habitatges, i 327 famílies. La densitat de població era de 16,7 habitants per km².
Dels 456 habitatges en un 28,9% hi vivien nens de menys de 18 anys, en un 63,4% hi vivien parelles casades, en un 5,5% dones solteres, i en un 28,1% no eren unitats familiars. En el 22,8% dels habitatges hi vivien persones soles el 7% de les quals corresponia a persones de 65 anys o més que vivien soles. El nombre mitjà de persones vivint en cada habitatge era de 2,34 i el nombre mitjà de persones que vivien en cada família era de 2,74.
Per edats la població es repartia de la següent manera: un 21,6% tenia menys de 18 anys, un 5% entre 18 i 24, un 23,1% entre 25 i 44, un 34,9% de 45 a 60 i un 15,6% 65 anys o més.
L'edat mediana era de 45 anys. Per cada 100 dones de 18 o més anys hi havia 99,3 homes.
La renda mediana per habitatge era de 54.792 $ i la renda mediana per família de 63.456 $. Els homes tenien una renda mediana de 33.309 $ mentre que les dones 35.750 $. La renda per capita de la població era de 28.360 $. Entorn del 5,1% de les famílies i el 5,6% de la població estaven per davall del llindar de pobresa.